# محمد بن أحمد باشميل
عُدَّ من دعاة التوحيد وفي نفس الوقت من الموسوعيين ومن الأدباء السعوديين الرواد، فقد كان شاعراً ومؤرخا وناقدا ومصلحا اجتماعيا ومفكرا إسلاميا وكاتبا سياسياً له الكثير من المؤلفات والمقالات الصحفية والبرامج الإذاعية والتلفزيونية وله مساهمات من خلال عدة مهام تولاها في رابطة العالم الإسلامي وهيئات الأمر بالمعروف والنهي عن المنكر ووزارة الإعلام وصحيفة نداء الجنوب.
وصفه أقرانه بأنه عالم غزير العلم، واسع المعرفة، طويل الاِطّلاع والخبرة، مفكر دقيق التحليل لما يواجهه الإسلام من الأفكار الوافدة، والحركات الهدّامة، والتيارات الدخيلة، والديانات الضالّه ؛ يتمتّع بالأسلوب المحكم المشوق في الكتابة، والصياغة الدقيقة الممتعة، والطريقة المثيرة المستنيرة الجذّابة، إلى جانب ما كان يمتاز به من الغيرة البالغة على دينه وعقيدته وثقافته وأمته. من هنا كانت له معارك أدبية وكتابية فكرية حاسمة مع أبناء الجيل، الذين طاردهم في كثير من أطروحاتهم على طول الدرب، سَجّلتها كلّ من جريدة «عكاظ» و «البلاد» و «المدينة» و «الندوة» و«الجزيرة» وغيرها من الجرائد السعودية، وتعدّتها إلى صحف البلاد العربية الأخرى الصادرة في كل من بيروت، وصنعاء، وعدن، والقاهرة وغيرها. لم يقتصر نشاطُه الأدبي على النثر العذب المحبوك الماتع، وإنما تجاوزه إلى الشعر الذي له فيه قصائد متينة، تفيض روعةً وعذوبةً، نشرتها الصحف السعودية، وطبعت في بعض كتبه.

## مولده ونشأته
ولد في مدينة العرسمة بوادي دوعن في حضرموت باليمن الجنوبي عام 1336 هـ. نشأ يتيماً وحيداً في حجر والدته؛ إذ توفي والده وهو في سن الطفولة.
قرأ القرآن الكريم، وحفظ معظم أجزائه، واهتم باللغة العربية والفقه، ومن محفوظاته (ألفية ابن مالك)، ومتن (الزبد) في الفقه الشافعي، وبعض المتون المختصرة في الحديث، كان يحفظ كثيراً من الشواهد الشعرية، مما منحه ملكة وقوة في اللغة العربية ظهرت في أشعاره ومؤلفاته، ومن أشهر ما كُتب ونُشر له من الشعر قصيدته الموفَّقَة ((هل هذا من العروبة ؟)) والتي تقع في 154 بيتٍ -وقد ذكر الدكتور سلمان العودة أنه كان يحفظها بالكامل في مقتبل شبابه-.

## طلبه للعلم
كان في بداية الطلب كثير القراءة للمطولات من أمهات كتب التأريخ، يجردها جرداً، ويكرر إعادة قراءتها، كـمروج الذهب للمسعودي الذي كان أول كتاب مطول في التأريخ يقرأه، وتأريخ الرسل والملوك المعروف بتأريخ الطبري، والكامل في التأريخ لابن الأثير، والبداية والنهاية لابن كثير، وكثيرٍ من كتب المغازي والسير كمغازي الواقدي، وسيرة ابن هشام، والطبقات الكبرى لابن سعد، والروض الأنف للسهيلي، وغيرها من أمهات كتب التأريخ والسيرة لغير هؤلاء الأئمة، ؛ والتي اقتنى فيما بعد نسخاً قيمة منها، تعج بها مكتبته الخاصة والتي حولها أبناءه إلى مكتبة عامة كمبرة تقع في منزله الكائن بحي الكندرة بجدة، هاجر الشيخ أول ما هاجر إلى إريتريا لطلب العلم والعمل وذلك بعد أن تعرض للوشايات والمضايقات أدت إلى سجنه بواسطة الحكومة الاشتراكية المسيطرة على اليمن الجنوبي آنذاك فقد كان صادعاً بالحق نابذا للفكر الاشتراكي والشيوعي والبعثي والقومي وصاحب حجة للرد على أهل البدع والخرافات، لدرجة انه وفي السجن كتب قصيدة عرفت باسم (المجلس العالي) اشتهرت لقوتها وجراءتها بين سكان اليمن الجنوبي والدول العربية فيما بعد، وفي اريتريا بدأ في مراسلة بعض المجلات الدينية ونشر بعض المقالات العلمية فيها وقد عدَّهُ الدكتور أحمد محمد الطاهر من أشهرِ كُتَّاب مجلة الهدي النبوي في رسالته للدكتوراه من قسم العقيدة بجامعة أم القرى عن جماعة أنصار السنة المحمدية في المبحث الثالث (أشهر كُتَّاب مجلة الهدي النبوي) واصفاً باشميل بأنَّه: (من مناصري منهج السلف في حضرموت وإريتريا، ثم المملكة العربية السعودية.) أ.هـ (ص293). وفي اريتريا استمر على دعوته إلى التوحيد والعقيدة الصحيحة، وقد وقعت له مواجهات مماثلة لتلك التي واجهته في مسقط رأسه حيث قرر بعد ذلك الهجرة إلى مكة المكرمة والاستقرار بينها وبين مدينة جدة بالمملكة العربية السعودية ليقضي بها باقي حياته، وقد عرف عنه انه محباً للعلم والعلماء، سلفياً على الجادة، مقبلاً على طلب العلم والبحث والكتابة، عفيف النفس نابذاً للتحزب والتعصب، قوي الحجة في مناظراته، وتتجلى قوته في الدفاع عن الدين وأهله في كثير من كتاباته ومقالاته، ومن ذلك قوله في كتابه ((لهيب الصراحة)) : (إنَّ هذا الدين إذا ما تعرض له زنديقٌ بالتجريح، أو تصدى له طاغية بالغمز واللمز أو الاحتقار، فإنَّ هذا القلم بإذن الله سينوشه نوشاً شديداً، وسيلطمه على وجه باطله لطماً عنيفاً، غير مفرقٍ بين صنمٍ وآخر، وسلوكُ هذا الطريق المكشوف هو أحد المآخذ التي يأخذها الجبناءُ المتملقون على المؤلف، ويرونها من العيوب التي يُوصم بها هذا القلم.) أ.هـ (ص160) وقد كان نشاطه - كثيفاً في الحسبة، بكتابة المقالات في الصحف والمجلات والدوريات، وتأليف الكتب ونشرها، وبالخطابة، وإلقاء المحاضرات، والبرامج الإذاعية الأسبوعية عبر برامج (نداء الإسلام) من مكة المكرمة، ومن خلال عمله أيضاً كمراقب ديني في وزارة الإعلام، ومن خلال عمله عضواً في اللجنة الثقافية في رابطة العالم الإسلامي في مكة المكرمة، وقد عاصر بدايات الصحف السعودية وله مقالات متنوعة بعضها دورية وأخرى متفرقة وقد كتب في صحف البلاد السعودية، وعكاظ والمدنية و الندوة، وقد رأس تحرير صحيفة نداء الجنوب لفترة من الزمن، قدم العديد من البرامج الإذاعية المتميزة أشهرها برنامجي اخترت لك وحديث الثلاثاء وقد بثتهما الإذاعة السعودية لسنوات طوال، كما شارك في الكثير من الندوات العلمية والبرامج التلفزيونية التي من أشهرها برنامج (مجالس الإيمان) للأستاذ زهير الأيوبي.
رغم كونه كأنه سيفٌ مصلتٌ على رقاب التيارات الوافدة، لم يُلَوِّث لسانَه بكلمة نابية، أو قلمه بكتابة فَظَّة، فضلاً عن مسيئة، فظلّ عبرَ مشواره الكتابي - الذي كان فيه فارسَ الكلمة، الحائزَ لقصب السبق، المسجّلَ «التبريزَ» و «التجليةَ» - ظلّ عفَّ اللسان، طاهرَ القلم، نظيفَ الذيل، ليّنَ الجانب، نعومَ الأخلاق، رحبَ الصدر، كبيرَ النفس

## مؤلفاته
له عدة مؤلفات، وقد تُرجم الكثير منها إلى عدة لغات مثل الإنجليزية والفرنسية ولغة الاوردو، أهمها مايلي:
1) لا يا فتاة الحجاز
2) هل هذا من العروبة (قصيدة مؤلفة من 154 بيت)
يقول في مطلعها:
3) إسكات الرعاع بأدلة تحريم الغناء والسماع
4) صراع مع الباطل
5) لهيب الصراحة يحرق المغالطات
6) أكذوبة الاشتراكية العربية
7) القومية العربية في نظر الإسلام
8) الإسلام ونظرية داروين
9) كيف نحارب الإلحاد؟
10) كيف نفهم التوحيد؟
11) العرب في الشام قبل الإسلام
12) موسوعة الغزوات في 5 مجلدات (غزوة بدر وغزوة أحد- غزوة الأحزاب وغزوة بني قريظة- غزوة خيبر وصلح الحديبية- غزوة مؤتة وفتح مكة- غزوة حنين وغزوة تبوك)
13) حروب الردة
14) القادسية ومعارك العراق
15) حروب الإسلام في الشام
16) نحن وعبد الناصر (من جزءين)

## أبناؤه
له من الأبناء عشرة، ثلاثة ذكور (أحمد وعبد اللطيف وعبد العزيز) , وسبع إناث، ومن الأحفاد ذكوراً وإناثاً ما يزيد عن الثمانين. وابنه الشيخ عبد اللطيف يعمل على إعادة طبع مؤلفاته وكتابة ترجمة موسعة عنه تشمل نشأته والمراحل التي مر بها في حياته في حضرموت وإرتريا ثم في المملكة العربية السعودية التي عاش فيها إلى أن بلغ التسعين من عمره.

## مرضه ووفاته
كان يعاني من تصلب مزمن في شرايين الدماغ لازمة منذ بلوغه الخمسين من عمره حتى وفاته، وقد تعرض لحادث سير عام 1410هـ كان سبباً في توقف نشاطه العلمي، ثم قبل وفاته بثلاث سنوات تعرض لعدة جلطات في الدماغ سببت له شللاً نصفياً عانى منه وألزمه الفراش حتى توفي بعد مغرب يوم الجمعة السادس والعشرين من شهر ربيع الثاني من عام 1426 هـ بمدينة جدة، ودُفن ظهر السبت بمقبرة الفيصلية.